# Ayuntamiento de Säynätsalo

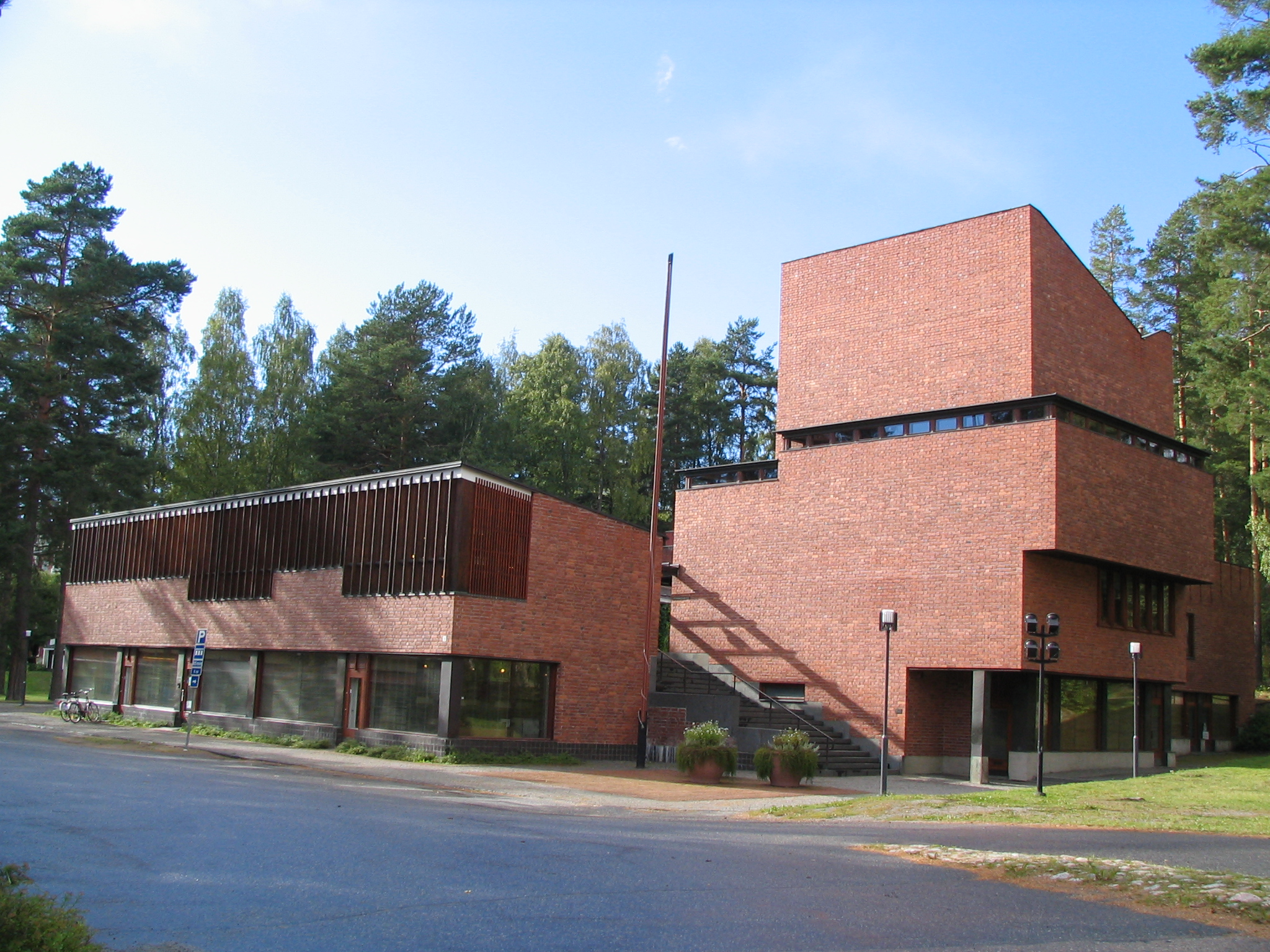
Ayuntamiento de Säynätsalo.

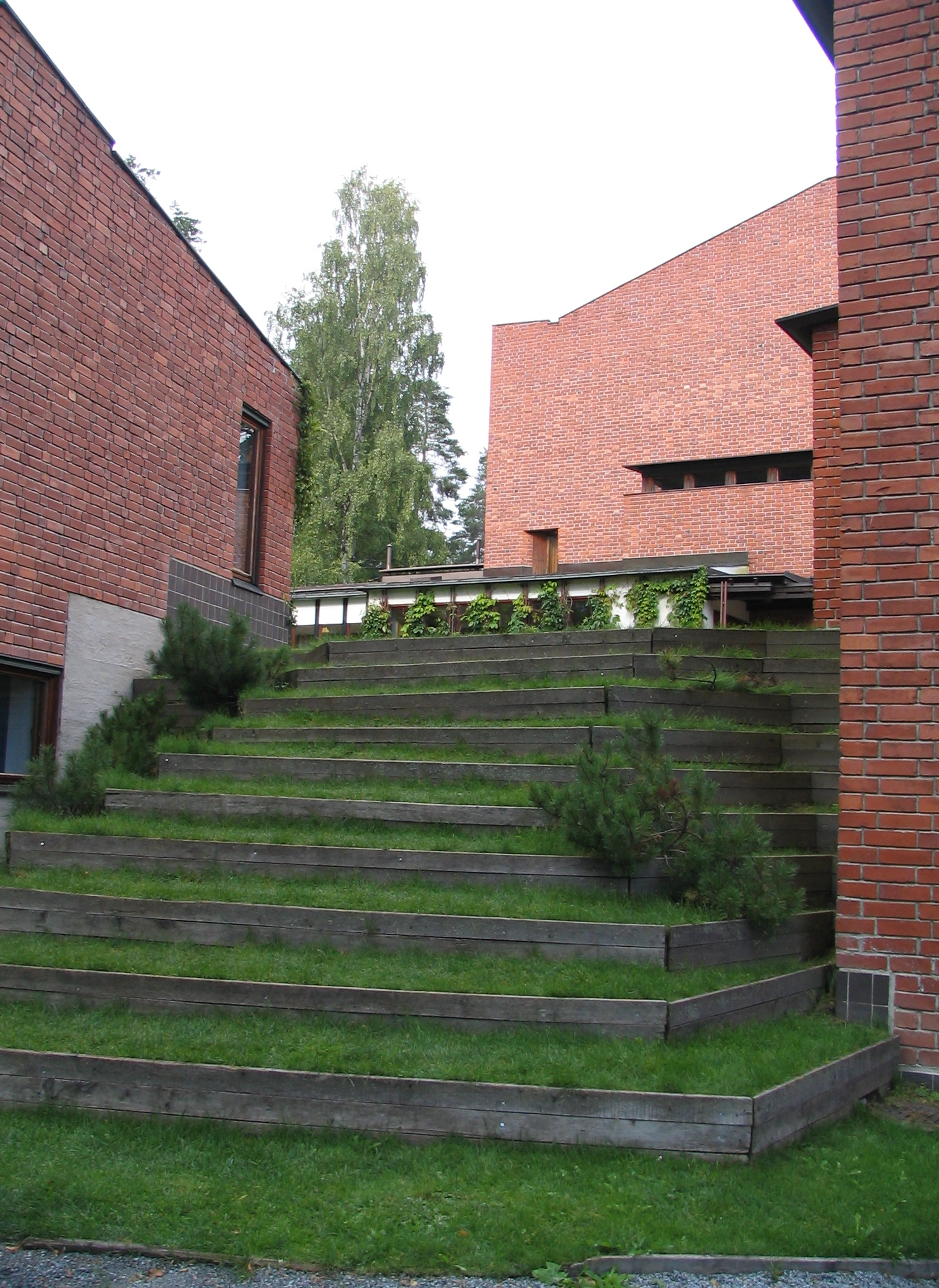
"Escalera de campo" del ayuntamiento, que da acceso al patio central del edificio.

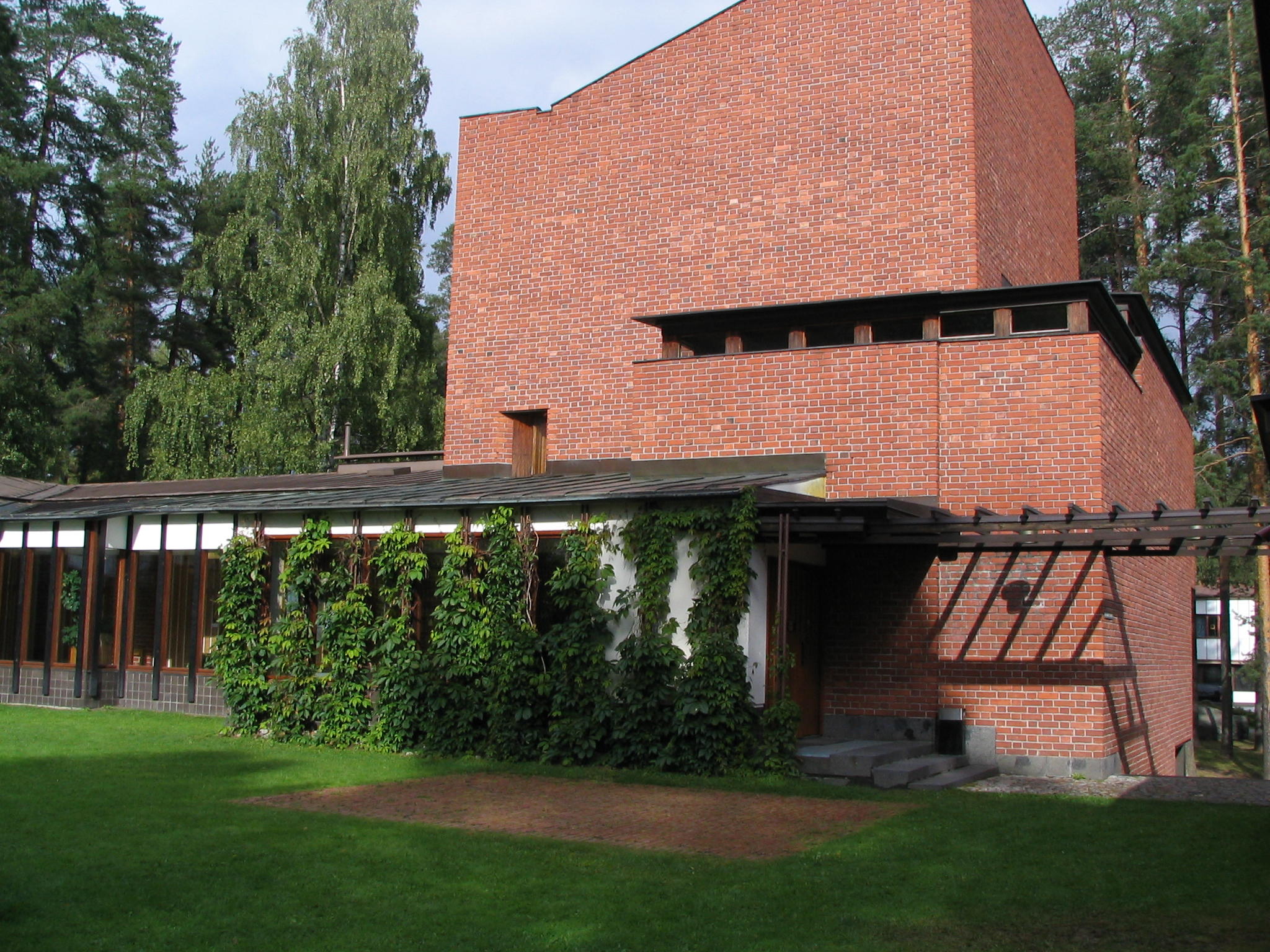
Sala de consejos vista desde el patio interior.

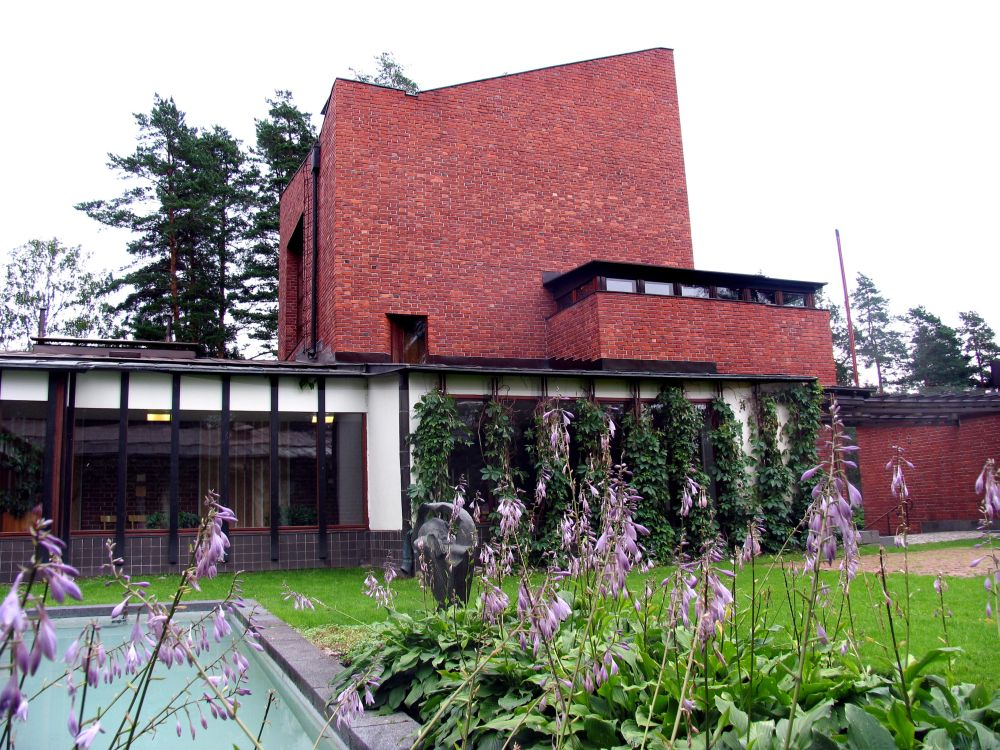
La sala de consejos vista desde el patio interior.

El ayuntamiento de Säynätsalo (en finés: Säynätsalon kunnantalo) se encarga de gobernar la ciudad y el municipio de Säynätsalo, región de Finlandia Occidental (Finlandia). Este organismo público está presidido por el alcalde de Säynätsalo. El edificio que ocupa actualmente es una de las obras más importantes del arquitecto finlandés Alvar Aalto y fue construido entre 1950 y 1952. Una de sus características más importantes es el patio central, el cual está elevado la altura de un piso respecto al terreno exterior. La sala de consejos también destaca en este complejo al contar con una estructura novedosa para su tiempo.

## Datos arquitectónicos
El empresario Enso Gutzeit encargó el edificio, para lo cual se organizó en 1949 un concurso para asignar un proyecto que pretendía hacer un ayuntamiento para el municipio. Este lo ganó Alvar Aalto, el cual se encontraba en una época en que su vida personal estaba en crisis debido a la reciente muerte de su esposa y compañera de estudio Aino Aalto. Influido por su viaje a Italia, diseñó un edificio mezcla de trazas italianizantes y acentos propios. Está ubicado, según los cuatro puntos cardinales, en un terreno ligeramente inclinado hacia el sur (la parte superior mira hacia el norte).
Se trata de un inmueble con un patio interior que está elevado la altura de una planta respecto al nivel del suelo. Hay un total de tres plantas y una altura máxima de 17 metros. El complejo dispone de una biblioteca, librería, guardería infantil, banco, viviendas, farmacia, tiendas y, evidentemente, los despachos y oficinas del ayuntamiento, además de la sala del consejo. El edificio está hecho de ladrillo, un material muy poco usado en Finlandia, por lo que resultó novedoso. La traba de los ladrillos está colocada con una enorme precisión y exactitud. Está rodeado por un camino de asfalto, el cual está rodeado por una zona boscosa.

### Zonas del ayuntamiento
Para acceder al patio interior hay dos escaleras exteriores. La escalera situada en el lado este tiene dos tiros rectos y una barandilla en el centro. La escalera del lado oeste es conocida como “escalera de campo” porque la huella de los escalones es de tierra y césped, mientras que la tabica es de fábrica. La silueta de los escalones describe curvas poligonazas, representando la escalera un conjunto de curvas de nivel. Esta obsesión de Aalto por la topografía viene de su padre, que era topógrafo. Durante los años 1960 y 1970 comenzó a crecer vegetación en la “escalera de campo” hasta el punto en que creció un árbol y las tabicas se vieron enterradas en la tierra y cubiertas de matojos. Este estado llevó en 1991 a un intenso debate en que algunos abogaban por reformar la escalera para darle su aspecto inicial mientras que otros defendían que la naturaleza debía desarrollarse libremente en los escalones puesto que eso era lo que Aalto pretendía. Finalmente en ese mismo año se optó por la remodelación. 
En la esquina noroeste del inmueble hay una chimenea que sobresale notablemente de la altura de la cubierta y que abastece a varias viviendas de su entorno. La planta baja está semienterrada en la cara norte ya que el terreno en esta zona está más elevado, mientras que el ala sur está aislada del resto del inmueble por la posición de las escaleras. En lo alto de la escalera este hay una serie de pérgolas que se sitúan frente a la entrada principal. Es sobre ella donde está la sala del consejo, situada en la segunda planta. En el patio central hay un pequeño estanque, y junto a las fachadas hay varias guías donde crecen plantas trepadoras silvestres.
En el ala oeste hay un total de tres plantas. Según se avanza hacia el norte, el terreno gana altura quedando semienterrada la planta baja en la cara norte. En la planta baja y primera del ala oeste hay viviendas, entre las cuales está la del conserje, que se sitúa junto a la “escalera de campo”. Para acceder a ella hay una pequeña escalera exterior que conduce a su entrada principal, en la primera planta (a nivel del patio central). En la segunda planta está el “cuarto de las patatas”, un espacio diáfano con varias ventanas verticales muy estrechas en el que se tiende la ropa y se hacen otras actividades vecinales. Es muy común en los países nórdicos. En la esquina noroeste del edificio hay una alta chimenea que abastece a muchas viviendas. En la planta baja del ala norte también hay viviendas, situadas en semisótano. En esa misma planta, y en el ala este hay varias tiendas, estando estas al nivel del suelo puesto que este baja verticalmente en este lugar, creándose así un pequeño patio inglés. 
Más al sur, en esta misma ala, encontramos las escaleras del lado este, las cuales llevan a la entrada principal del edificio. El ala sur, que está separado del resto del edificio por las escaleras, tiene en su planta baja una farmacia y una librería. En la primera planta (a nivel del patio central) hay una gran biblioteca en la que hay varios tipos de lámparas diseñadas por Aalto y grandes ventanales con celosías. En la primera planta del resto del edificio encontramos principalmente oficinas y despachos del ayuntamiento, salvo en el ala oeste donde hay viviendas y una pequeña escalera que sube al “cuarto de las patatas”. Entrando por la puerta principal llegamos al hall y a un gran cuarto guardarropa. El pasillo que distribuye los despachos tiene unos grandes ventanales bajo los cuales hay un saliente que sirve de banco corrido muy útil para las esperas. Bajo este hay un tubo de calefacción muy eficaz en los crudos inviernos finlandeses. 

### La sala del consejo
La sala de consejos está situada en la segunda planta en el ala este. Se eleva hasta 17 metros sobre el suelo, siendo un metro más alta que la sala del consejo del ayuntamiento de Sena, al cual Aalto quería superar en belleza con este. Tiene forma cúbica y un techo con un solo agua. En las escaleras que conducen a la sala hay iluminación natural procedente de unas ventanas situadas muy altas, cerca de la cubierta. Hay unas barandillas de madera que facilitan la subida. La puerta de la sala del consejo es corredera, al igual que la de la sala de prensa, una habitación más pequeña que la primera situada junto a la principal y unida con un gran ventanal por donde los periodistas pueden seguir los plenos. En una pared de la sala del consejo hay una copia de un cuadro del pintor Fernand Léger, un comunista amigo de Aalto. El techo es muy alto, es de madera y está inclinado. Se sujeta mediante dos cerchas de madera paralelas e iguales en forma y tamaño. Su peculiaridad reside en que de cada viga principal, que de madera, salen dos grupos de barras a modo de abanico dispuestas en tres dimensiones, sujetando todo el techo. Este tipo de estructura resulta ser novedosa en su época, pero lo más curioso de todo es que entonces no existían métodos de cálculo para prever sus acciones.